# کپلر-۱۱
کپلر-۱۱ (Kepler-۱۱) منظومه فراخورشیدی در کهکشان راه شیری است که با تلسکوپ فضایی کپلر سازمان ناسا کشف شده‌است و در فاصله دو هزار سال نوری از زمین شامل یک خورشید و دست کم شش سیاره می‌باشند که پنج عدد از این سیاره‌ها اندازه‌هایی قابل قیاس با کره زمین دارند.
| مقایسه اندازه و موقعیت‌های نسبی ۶ سیارات کپلر -۱۱ و منظومه شمسی درونی. قطرسیاره ۵۰ برابر از مقیاس واقعی کوچک شده‌است.. |